# دیمین آلن
دیمین آلن (انگلیسی: Damien Allen؛ زادهٔ ۱ اوت ۱۹۸۶) بازیکن فوتبال اهل بریتانیا است.
از باشگاه‌هایی که در آن بازی کرده‌است می‌توان به باشگاه فوتبال مورکم، باشگاه فوتبال استوک‌پورت کانتی، باشگاه فوتبال بری، باشگاه فوتبال هالیفاکس تاون، باشگاه فوتبال رویال آنتورپ، و باشگاه فوتبال کولوین بای اشاره کرد.